# 1749 en santé et médecine
| Années de la santé et de la médecine : 1746 - 1747 - 1748 - 1749 - 1750 - 1751 - 1752    |
| Décennies de la santé et de la médecine : 1710 - 1720 - 1730 - 1740 - 1750 - 1760 - 1770 |

Cet article présente les faits marquants de l'année 1749 en santé et médecine.

## Événements
- Le médecin de l'impératrice Marie-Thérèse d'Autriche, le néerlandais Gerard van Swieten est nommé fellow of the Royal Society[1].
- En France, le doctorat est institué pour les chirurgiens, avec soutenance d'une thèse en latin[2].

## Publications
- Paraît, de Herman Boerhaave, en traduction française, le traité Des maladies des yeux À quoi l'on a joint son Introduction à la pratique clinique ; ses Leçons sur la pierre ; quelques descriptions de maladies, et quelques consultations….
- Jean-Baptiste Sénac, Traité de la structure du cœur, de son action et de ses maladies, Paris, Jacques Vincent, 1749 (lire en ligne). Ce traité en deux volumes est un ouvrage fondateur de la cardiologie[2].

## Naissances
- 3 mars : Edme-Pierre Chauvot de Beauchêne (mort en 1824), médecin français, pionnier de l'étude de l'hystérie.
- 17 mai : Edward Jenner (mort en 1823), médecin anglais, considéré comme le premier immunologiste.
- 16 juin : Gottlieb Konrad Christian Storr (mort en 1821), médecin et naturaliste allemand.
- 29 août : Gilbert Blane (en) (mort en 1834), médecin écossais, réformateur de l'hygiène et de la médecine navales britanniques.
- 6 septembre : Benjamin Bell (mort en 1806), chirurgien écossais.
- 3 novembre : Daniel Rutherford (mort en 1819), médecin, chimiste et botaniste écossais.
- 17 novembre : Nicolas Appert (mort en 1841), inventeur français, premier à mettre au point une méthode de conservation des aliments en les soumettant à la chaleur dans des contenants hermétiques et stériles, l'appertisation.
- 21 décembre : Alexandre-Ferdinand Lapostolle  (mort en 1831), apothicaire, chimiste et physicien français.